# Кашубская Швейцария
Кашубская Швейцария (кашуб. Kaszëbskô Szwajcariô; пол. Szwajcaria Kaszubska) — это часть северного района Кашубского Озерного края. В регионе Кашубская Швейцария находится самая высокая точка Польской низменности (Niż Polski) — Wieżyca (329 метров над уровнем моря).
Главные реки: Радуня, Леба, Слупя и Вежица.